# 福本勝幸
福本 勝幸（ふくもと かつゆき、1957年 - ）は、神奈川県出身の元アマチュア野球選手・指導者である。ポジションは外野手。

## 来歴・人物
鎌倉学園高校卒業後に早稲田大学に入学。大学卒業後は社会人野球の東芝に入団する。1984年にロサンゼルスオリンピック野球日本代表に選ばれ、1988年の都市対抗野球では、主将として、チームの優勝を導く。1983年には社会人ベストナインにも選ばれた。
その後、1997年から東芝で監督を務め、1999年の都市対抗野球では、チームを優勝に導いた。